# شب عروسی شیطان
شب عروسی شیطان (انگلیسی: The Devil's Wedding Night) با نامِ اصلیِ ماهِ شبِ چهارده باکره‌ها (ایتالیایی: Il plenilunio delle vergini) یک فیلم ترسناک ایتالیایی است که در سال ۱۹۷۳ منتشر شد. از بازیگران فیلم می‌توان به مارک دیمون و روزالبا نری اشاره کرد.